# День Конституції Республіки Казахстан
День Конституції Республіки Казахстан (каз. Қазақстан Республикасының Конституция күні) державне свято Республіки Казахстан. День Конституції щорічно відзначається 30 серпня на честь прийняття Конституції Казахстану у 1995 році на загальнонаціональному референдумі.
Традиційно у цей день проходять масові гуляння, концерти, паради і салюти. Верховний Суд Республіки Казахстан також проводить семінари у школах по всій країні.

## Історія свята
Після здобуття незалежності Казахстану на IX сесії Верховної Ради Казахстану XII скликання 28 січня 1993 року була прийнята перша конституція республіки. Вона розроблялася і приймалася в умовах обумовленого розпадом СРСР кризового стану і її прийняття дозволило нормалізувати казахстанську систему державних взаємин. Конституцією 1993 року закріплена незалежність Казахстану, казахська мова визнана державною, законодавчо оформлений інститут президентства з його відповідальністю за функціонування виконавчої гілки влади на вищому і місцевому рівнях.
Конституція 1993 року була розрахована лише на короткострокові перспективи, тому президентом була створена комісія з розробки проекту нової Конституції. Результатом цієї роботи стала Конституція Республіки Казахстан, прийнята на загальнонаціональному референдумі 30 серпня 1995 року. Саме цей день став державним святом — Днем Конституції Республіки Казахстан.
Конституцією Республіка Казахстан була визначена президентською республікою. Згодом, у 1998 та 2007, 2011 та 2017 роках в неї були внесені зміни та доповненнями. Відповідно до поправок, внесених до Основного закону 18 травня 2007 року на спільному засіданні палат парламенту, за формою державного устрою Казахстан є унітарною державою з президентсько-парламентською формою правління. У березні 2017 року був підписаний закон «Про внесення змін і доповнень до Конституції Республіки Казахстан», згідно з яким ряд повноважень президента делегується іншим гілкам влади. 
Конституція Казахстану, як основний закон країни відображає волю народу Казахстану. Першою статтею Конституції Республіка Казахстан стверджує себе демократичною, світською, правовою та соціальною державою, вищими цінностями якої є людина, її життя, права і свободи. Права людини належать кожному від народження, визнаються абсолютними і невідчужуваними.
Конституцією 1995 року був радикально змінений розділ про Парламент. Від 1995 року в країні діє двопалатний законодавчий орган: Парламент з верхньою палатою — Сенатом, і нижньою — Мажилісом.